# Ludwig Türck
Ludwig Türck (Vienna, 22 giugno 1810 – Vienna, 25 febbraio 1868) è stato un neurologo austriaco.

## Biografia
Nel 1836 ottiene il dottorato di medicina presso l'Università di Vienna, dove nel 1864 diviene professore ordinario.
È ricordato per le sue indagini sul sistema nervoso centrale, in particolare i suoi studi riguardanti la localizzazione della fibra nervosa. Il suo nome è prestato al "fascio di Türck", che sono fibre incrostate che formano un piccolo fascio nel sistema piramidale. Ora questo fascio di fibre è chiamato come: il tratto corticospinale anteriore.
Durante la seconda parte degli anni '50, Türck, insieme al fisiologo Johann Nepomuk Czermak (1828-1873), furono i responsabili dell'introduzione del laringoscopio in medicina. Tra gli assistenti di Türck e gli studenti di Vienna figurano vi era Karl Stoerk (1832-1899), Leopold von Schrötter (1837-1908) e Johann Schnitzler (1835-1893).

## Opere principali
- Praktische Anleitung zur Laryngoskopie (Practical guide to laryngoscopy); (1860)
- Klinik der Krankheiten des Kehlkopfes und der Luftröhre, nebst einer Anleitung zum Gebrauche des Kehlkopfrachenspiegels und zur Lokalbehandlung der Kehlkopfkrankheiten (1866)
- Über Hautsensibilitätsbezirke der einzelnen Rückenmarksnervenpaare (1869); con Carl Wedl (1815-1891).